# Harold Baker (homme politique)
Pour les articles homonymes, voir Harold Baker et Baker.
Harold Trevor Baker (22 janvier 1877 - 12 juillet 1960) est un universitaire britannique et un homme politique libéral. 

## Jeunesse
Baker est né sur l'île de Portsea, le fils de Louisa et Sir John Baker, député de Portsmouth. Il fait ses études à Winchester, New College, Oxford. Il reçoit le prix Gaisford en 1899. Il est également boursier Craven, boursier Hertford et boursier Eldon. Il est président de l'Oxford Union de 1900 à 1901. En 1933, il est membre du Winchester College et directeur de 1936 à 1946 . 

## Carrière
Baker est appelé au barreau à Inner Temple en 1903 . Il est secrétaire de la Commission royale sur les magasins de guerre en Afrique du Sud. Il est membre du Conseil de l'armée de Sa Majesté en 1914 et inspecteur des quartiers-généraux en 1916 . 
Il est élu à la Chambre des communes pour Accrington lors des élections générales de janvier 1910. Il sert dans l'administration libérale de Herbert Henry Asquith en tant que Secrétaire financier au ministère de la Guerre de 1912 à 1914 et est admis au Conseil privé en 1915. Il est l'un des rares députés libéraux de cette période à s'opposer à l'octroi du vote aux femmes . Il est battu aux élections générales de 1918 lorsqu'il a affronté à la fois un opposant travailliste et un unioniste soutenu par le gouvernement de la coalition. Il tente de regagner son siège en 1922 mais termine troisième. Il ne s'est plus présenté au Parlement . 
Baker est décédé à Winchester en juillet 1960, à l'âge de 83 ans. 